# Гусєва Наталія Григорівна
Гусєва Наталія Григорівна (нар. 1 липня 1947) — українська астрономка, доктор фізико-математичних наук, співробіниця ГАО НАН України, спеціаліст в з дослідження галактик та зореутворення.

## Біографія
Народилася 1 липня 1947 року в Івано-Франківську. У 1970 році закінчила КНУ ім. Т. Г. Шевченка. Захистила кандидатську дисертацію на тему «Розподіл зір і пилових хмар в області зореутворення, що містить туманність Розетка» у 1987 році. Захист проходив в Головній астрономічній обсерваторії Академії наук України. Докторська дисертація була присвячена темі «Масивні зорі в галактиках з активним зореутворенням і їхня взаємодія з міжзоряним середовищем», і була успішно захищена у 2002 році.
Після захисту дисетрації Наталія Гусєва працювала на посаді провідного наукового співробітника в відділі фізики зір та галактик. У квітні 2016 р. вона перейшла працювати в відділ астрономії та астрофізики інституту теоретичної фізики імені М. М. Боголюбова. Станом на 2023 рік працює головним науковим співробітником відділу астрофізики та елементарних частинок. Гусєва є членом Євроазійського астрономічного товариства.

## Наукові дослідження
Основні дослідження станом на 2023 рік присвячені фізиці галактик. Наталія Гусєва вивчає спіральну структуру Молочного Шляху, блакитні компактні карликові галактики, які знаходяться на стадії формування і є екстремально молодими структурами Локального Всесвіту. У 1990х роках Гусєва спільно з Юрієм Івановичем Ізотовим та спеціалістами зі США, Франції та Німеччини найточніше визначили вміст первинного гелію, що утворився в перші хвилини існування Всесвіту.
Є автором щонайменше 165 наукових публікацій, з яких 127 написані в співавторстві з Ізотовим. Найбільш цитованими (станом на 22 квітня 2023 року) з них є п'ять статей, присвячених дослідженням галактик:
- «The chemical composition of metal-poor emission-line galaxies in the Data Release 3 of the Sloan Digital Sky Survey», Astronomy and Astrophysics, 2006[3]
- «Detection of high Lyman continuum leakage from four low-redshift compact star-forming galaxies», Monthly Notices of the Royal Astronomical Society, 2016[3]
- «A Spectroscopic Study of a Large Sample Of Wolf-Rayet Galaxies», The Astrophysical Journal, 2000[4]
- «Eight per cent leakage of Lyman continuum photons from a compact, star-forming dwarf galaxy», Nature, 2016[5]
- «A new determination of the primordial He abundance using the He I λ10830 Å emission line: cosmological implications», Monthly Notices of the Royal Astronomical Society, 2014[6]

## Нагороди та визнання
У 2008 р. стала лауріатом Премії імені Д. Волкова НАН України.
У 2009 р. разом із Юрієм Штановим та Юрієм Ізотовим стала лауреатом Премії НАН України імені Є. П. Федорова за цикл робіт «Блакитні карликові галактики та проблеми темної матерії».